# Konik (obrzęd)

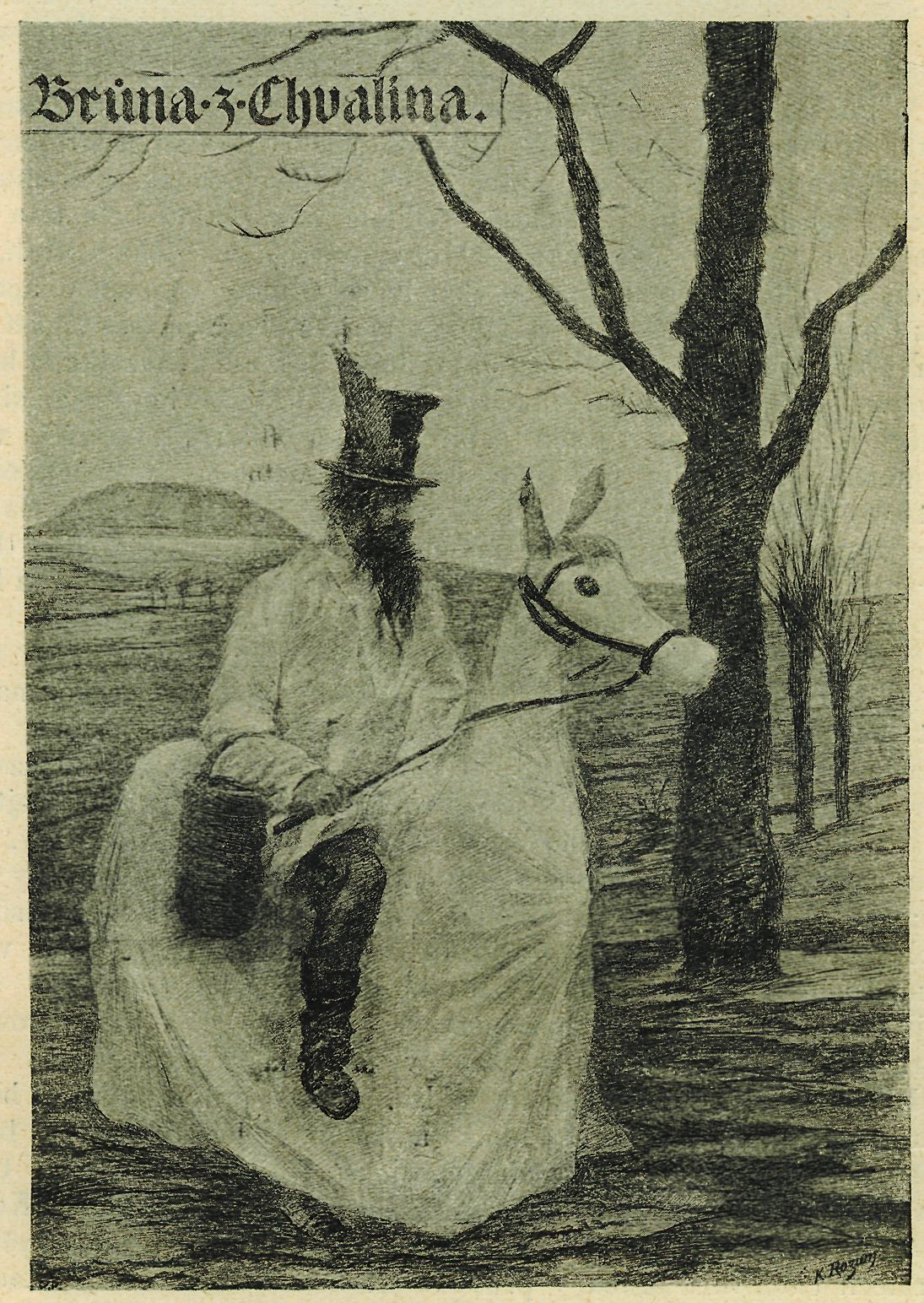
Konik

Konik, chodzenie z konikiem – dawny pogański obrzęd, który w tradycji ludowej przetrwał do połowy XX wieku. Nazywany był także kobyłą lub kobyłką. Człowiek przebrany za konia chodził w zespole kolędniczym w okresie Bożego Narodzenia (pogańskich Godów), a podczas zapustów w orszaku towarzyszących mu chłopców. 

## Wygląd
Konik był jedną z maszkar zwierzęcych wykorzystywanych w obrzędach i charakteryzował się tym, że osoba przebrana miała udawać jeźdźca dosiadającego konia, a nie samo zwierzę.
Przykładowy strój "konika", znajdujący się w Muzeum Etnograficznym w Krakowie składa się z wiklinowego kosza bez dna, noszonego na doczepionych do niego szelkach. Posiada on ruchomą głowę, poruszaną przy pomocy lejców. Dolna część konstrukcji i nogi kolędnika były zasłonięte materiałem. Innym przykładem jest "kobyłka" zrobiona z sukna wypchanego sianem, zamontowanego na drewnianym, prostokątnym stelażu lub ta z wyrzeźbioną w drewnie głową. 
Czasem używano też po prostu sztucznej głowy konia z przymocowanym kijem jako tułowiem.

## Obrzęd
Przebrany za "konika" młodzieniec, razem z grupą kolędników odwiedzał domy, gdzie hulał i harcował po izbie. Tańczył wykonując przy tym gesty obrzędowe, jak np. uderzanie domowników trzymaną w ręku pałką. W ten sposób przekazywał cechy wyobrażanej przez siebie postaci uczestnikom obrzędu. Koń jest symbolem sił witalnych, zdrowia i płodności. Jego działania podczas obrzędu były rodzajem magii wegetacyjnej - miały pobudzić przyrodę do życia i zapewnić gospodarzom obfitość plonów. Było to połączone z obrzędowym uśmierceniem i zmartwychwstaniem głównej postaci obrzędu, jaką był Tatulo.
Na Mazowszu nadnarwiańskim, chodzący z konikiem chłopcy śpiewali:
Hulaj, hulaj koniku
Po zielonym gaiku.
Gdzie nasz konik pochodzi
Tam się żytko urodzi.
Gdzie nasz konik nie chodzi
Tam się żytko nie rodzi.
W zamian za kolędowanie młodzieńcy otrzymywali od gospodarzy poczęstunek. Z czasem, magiczna funkcja obrzędu przestała być istotna i zaczął on być traktowany bardziej jako przedstawienie dawane przez kolędników w celu uzyskania "zapłaty" lub po prostu podtrzymania tradycji.
Wyróżnia się kilka wariantów widowiska z "konikiem":
- Wariant pochodzący z Skierbieszowa, symbol "A"
- Wariant pochodzący z Lipska, symbol "B"
- Wariant pochodzący z Grabowczyka, symbol "C"
- Wariant pochodzący z Białowoli, symbol "E"

Najpoprawniejszą treścią wyróżniał się wariant "A", ponieważ nie posiadał zbędnych dodatków. Postaci występujące w widowisku z "konikiem":
- Tatulo

- Synulo

- Sołtys
- Żyd
- Jeździec
- Mazur
- Dziad

Na Lubelszczyźnie oprócz naśladowania "konika" powszechny był zwyczaj wprowadzania żywego konia do izb mieszkalnych, podczas gdy kolędnicy składali życzenia noworoczne gospodarzom. Do życzeń dołączano sypanie ziarna, a znakiem szczęśliwej wróżby było końskie łajno. Widowisko z konikiem łączyło w sobie obrzęd magiczny z treścią dramatyczną.

## Występowanie
"Konik", zamiennie z kozą lub turoniem był popularny na terenie całej Polski. Jednak jak podaje Kazimierz Moszyński, "konik" występował nie tylko na Słowiańszczyźnie, ale także w Niemczech, Anglii, południowej Francji, Macedonii, Turcji, Bułgarii, Mołdawii, na Balearach, na terenach Pirenejów, a także w niektórych rejonach Azji.

## Inne
Przypuszcza się, że na podstawie tradycji chodzenia z konikiem powstała krakowska tradycja Lajkonika.